# لوبینگ (استان لهستان کوچک‌تر)
لوبینگ (به لاتین: Lubień) یک روستا در لهستان است که در گمینا لوبینگ واقع شده‌است. لوبینگ ۳٬۲۰۰ نفر جمعیت دارد.